# Philorus sikokuensis
Philorus sikokuensis är en tvåvingeart som beskrevs av Kitakami 1931. Philorus sikokuensis ingår i släktet Philorus och familjen Blephariceridae. Inga underarter finns listade i Catalogue of Life.